# 路易·巴克
路易·巴克（法語：Louis Bach，1883年4月14日—1914年9月16日），法国男子足球运动员，司职后卫。他曾代表法国俱乐部队参加1900年夏季奥林匹克运动会足球比赛，获得一枚银牌。